# Фудбалски савез Филипина
Фудбалски савез Филипина (енгл. Philippine Football Federation) је управно тело фудбалске асоцијације на Филипинима. Основан као Филипински аматерски фудбалски савез (ПАФА) 1907. године, ПФФ је један од најстаријих националних фудбалских савеза у Азији и један је од оснивача Азијске фудбалске конфедерације (АФК). ПАФА је реорганизована у Филипинску фудбалску конфедерацију (ПФА), а касније у Филипински фудбалски савез.
Осим што је члан АФК-а, ПФФ је и члан Фудбалског савеза АСЕАН-а. Олимпијски комитет Филипина га је признао као национално спортско удружење (НСА) за фудбалски спорт на Филипинима.
Организује мушку, женску и омладинску фудбалску репрезентацију Филипина (као и репрезентације за фудбалске варијанте футсала и фудбала на песку). Такође је одговоран за организацију домаћих фудбалских турнира на Филипинима као што су Филипинска фудбалска лига и Копа Паулино Алкантара преко Лига Футбол Инц., и ПФФ Женска лига.

## Историја
Порекло фудбалског тела датира из 1907. године када је основано као Филипински аматерски фудбалски савез (ПАФА). Био је међу дванаест оснивача азијских фудбалских савеза Азијске фудбалске конфедерације.
Године 1917. Филипини су имали првог шпанског и филипинског фудбалера који је играо за европски клуб, Паулино Алкантара Ријестру, да представља земљу на Играма првенства Далеког истока у Токију. Помогао им је да савладају Јапан резултатом 15 : 2, што је и даље највећа победа у историји филипинског међународног фудбала.
Године 1961, актери филипинског фудбала су се званично организовали да оснују Филипински фудбалски савез (ПФА) који је касније реорганизован у Филипински фудбалску федерацију 1982. године.
У октобру 1996. године Рене Адад је постављен за председника ПФФ-а након ванредних избора на којима је свргнут његов претходник, Рикардо Тан. Године 2002, ПФФ је отворио свој први регионални центар у Баротак Нуеву, Илоило.
ПФФ је добио награду председника АФК-а за локални фудбал у категорију „допринос за развој” 2014. и 2016. године.